# Mtispiri

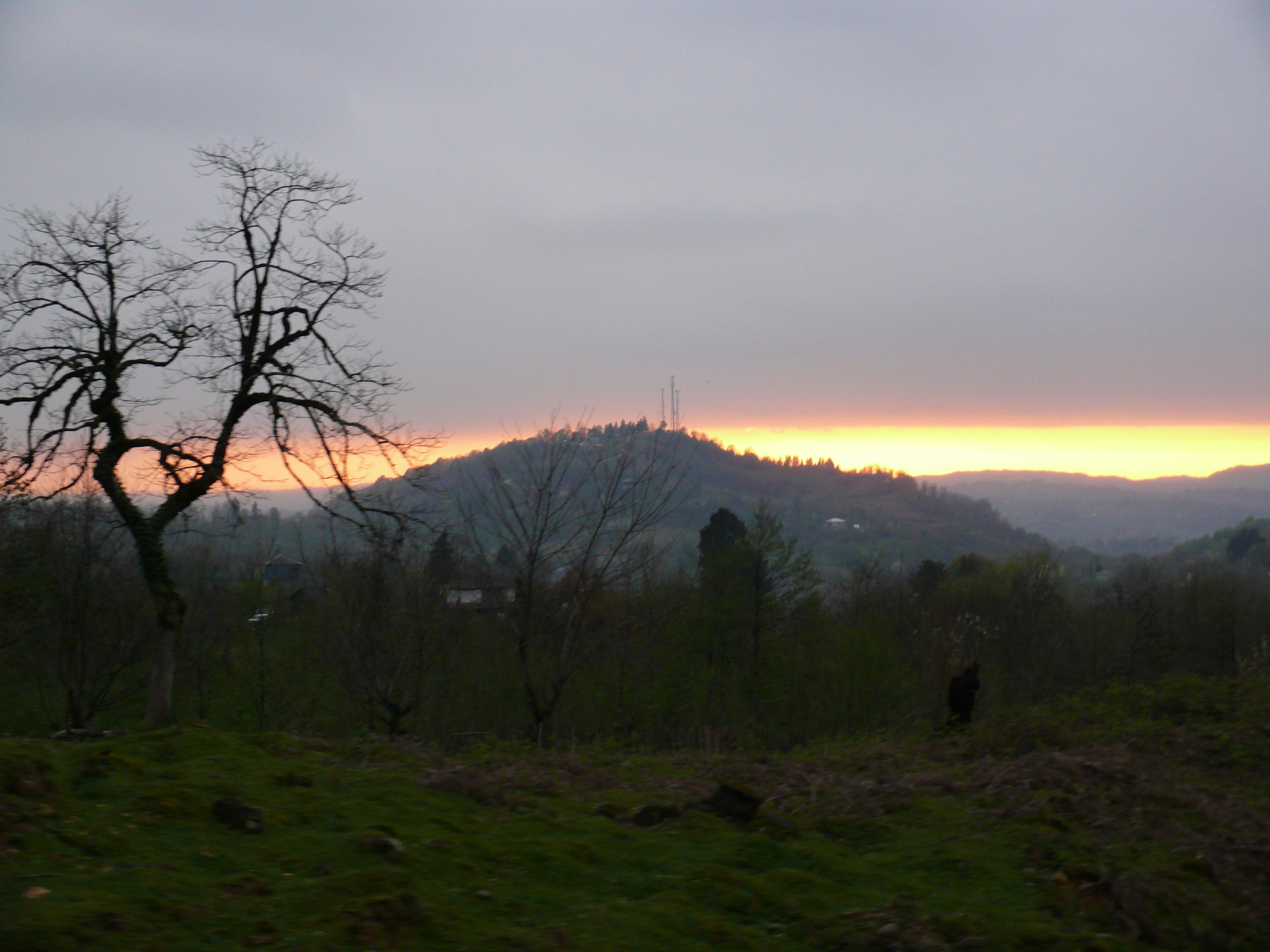
Mtispiri am Abend

Mtispiri (georgisch მთისპირი) ist ein Dorf in Georgien, in der Region Gurien, in der Munizipalität Osurgeti.
Es liegt am rechten Ufer des Flusses Bachwiszqali, rund 16 Kilometer Luftlinie östlich Osurgeti. Im Jahr 2014 hatte Mtispiri 238 Einwohner.
Die Umgebung des Dorfes ist gebirgig. Das Klima ist subtropisch, die durchschnittliche Temperatur im Sommer beträgt 18 bis 25 Grad Celsius.
Mtispiri ist eines der ältesten Dörfer in Georgien. Das Gebiet um die weilerartige Siedlung war schon in der Frühantike bewohnt. Bei Mtispiri stehen die frühmittelalterliche Festung Askana und eine spätmittelalterliche Kirche. Ein Kulturhaus bildet das Zentrum der Ortschaft.